# Artemisia copa
Artemisia copa es una especie de Magnoliopsida del género Artemisia, de la familia Asteraceae, del orden Asterales.

## Distribución
Artemisia copa se distribuye por el noroeste Argentina, el norte y centro de Chile.

## Taxonomía
Fue descrita científicamente por Rodolfo Amando Philippi Fue publicado por primera vez en Florula Atacamensis; seu, Enumeratio plantarum, quas in itinere per desertum Atacamense, específicamente en la página 33 (1860).